# Paroare masqué
Paroaria nigrogenis
Espèce
Synonymes
- Paroaria nigrogenis[2]

Statut de conservation UICN

 LC  : Préoccupation mineure
Le Paroare masqué (Paroaria nigrogenis) est une espèce de passereaux de la famille des Thraupidae. Il était auparavant considéré comme une sous-espèce du Paroare rougecap et a été élevé au rang d'espèce en 2011.

## Répartition
On le trouve en Colombie, au Venezuela et à Trinité et Tobago.